# Оскар за најбољи филм
Оскар за најбољи филм (енгл. Academy Award for Best Picture) једна је од награда Академије (познатих и као Оскари) које сваке године додељује Академија филмских уметности и наука, још од прве доделе Оскара 1929. године. Ова награда припада продуцентима филма и једина је категорија у којој сваки члан Академије има право да предложи номинацију и гласа у финалном кругу. Категорија за најбољи филм традиционално је последња награда која се додељује током вечери и сматра се најпрестижнијим признањем церемоније.
Стубови Великог степеништа у Долби театру у Холивуду, где се церемоније доделе Оскара одржавају од 2002. године, приказују све филмове који су освојили награду за најбољи филм.

## Историја

### Промене имена категорије
На првој церемонији доделе Оскара, одржаној 1929. године (за филмове снимљене 1927. и 1928. године), постојале су две категорије награда које су се сматрале главним признањима вечери: „Изванредан филм” (Outstanding Picture) и „Јединствен и уметнички филм” (Unique and Artistic Picture). Прву награду освојио је епски ратни филм Крила, а другу уметнички филм Излазак сунца. Сврха ових награда била је да одају почаст различитим, али подједнако важним аспектима врхунске филмске уметности. Конкретно, Џез певач био је дисквалификован из обе категорије, јер је коришћење синхронизованог звука учинило овај филм sui generis остварењем које би неправедно конкурисало у било којој од категорија. Академија је стога овом филму доделила почасну награду.
Следеће године, Академија је укинула награду за „Јединствен и уметнички филм”, ретроактивно одлучивши да је награда коју је освојио филм Крила највеће признање које се могло доделити, и дозволила је филмовима са синхронизованим звуком да буду у конкуренцији за награду. Иако је награда на следећој церемонији задржала назив „Изванредан филм”, током година је неколико пута мењала име, како је приказано у наставку. Од 1962. године, награда носи једноставан назив „Најбољи филм” (Best Picture).
- 1927/28–1928/29: Оскар за изванредан филм (Academy Award for Outstanding Picture)
- 1929/30–1940: Оскар за изванредну продукцију (Academy Award for Outstanding Production)
- 1941–1943: Оскар за изванредан играни филм (Academy Award for Outstanding Motion Picture)
- 1944–1961: Оскар за најбољи играни филм (Academy Award for Best Motion Picture)
- 1962–данас: Оскар за најбољи филм (Academy Award for Best Picture)

### Примаоци
До 1950. године, ова награда је додељивана представнику продукцијске куће. Те године, протокол је промењен тако да се награда додељује свим потписаним продуцентима. Ово правило је измењено 1999. године, када је уведен максимални лимит од три продуцента који могу примити награду, након што је петоро продуцената филма Заљубљени Шекспир добило награду.
Од 2020. године, „Посебна правила за награду за најбољи филм године” ограничавају добитнике на оне који испуњавају два главна услова:
- Оне који су у шпици филма потписани као „продуценти”, при чему су експлицитно искључени они са титулама „извршни продуцент, ко-продуцент, помоћник продуцента, линијски продуцент или продуцирано у сарадњи са”.
- Највише три продуцената који су обавили највећи део продукцијских функција.

Правила дозвољавају да се bona fide тим од највише две особе сматра једним „продуцентом” ако су те две особе имале утврђено продуцентско партнерство, како одређује Панел за продуцентска партнерства Удружења продуцената Америке. Коначну одлуку о квалификованим продуцентима номинованим за сваки номиновани филм доноси Извршни одбор продуцентске гране Академије, укључујући право да именује било ког додатног квалификованог продуцента као номинованог.
Академија може направити изузетке од овог ограничења, као када су Ентони Мингела и Сидни Полак постхумно укључени међу четири номинована продуцента за филм Читач. Од 2014. године, Извршни одбор продуцентске гране одлучује о оваквим изузецима, наводећи да се они дешавају само у „ретким и изузетним околностима”.

## Добитници и номиновани

### 1920-е
| Година                     | Филм                                                                 | Студио/Продуцент(и)                                                                           |
| -------------------------- | -------------------------------------------------------------------- | --------------------------------------------------------------------------------------------- |
| 1927/28. (1. додела)       | Крила                                                                | Famous Players–Lasky (Лусијен Хабард, Џеси Л. Ласки, Б. П. Шулберг и Адолф Зукор, продуценти) |
| 1927/28. (1. додела)       | Седмо небо                                                           | Fox (Вилијам Фокс, продуцент)                                                                 |
| 1927/28. (1. додела)       | Уцена                                                                | The Caddo Company (Хауард Хјуз, продуцент)                                                    |
| 1928/29. (2. додела)       |                                                                      |                                                                                               |
| Бродвејска мелодија        | Metro-Goldwyn-Mayer (Ирвинг Талберг и Лоренс Вајнгартен, продуценти) |                                                                                               |
| Алиби                      | Feature Productions (Роланд Вест, продуцент)                         |                                                                                               |
| Холивудска ревија из 1929. | Metro-Goldwyn-Mayer (Ирвинг Талберг и Хари Рапф, продуценти)         |                                                                                               |
| У старој Аризони           | Fox (Винфилд Шихан, продуцент)                                       |                                                                                               |
| Патриота                   | Paramount Famous Lasky                                               |                                                                                               |

### 1930-е
| Година                        | Филм                                                                      | Студио/Продуцент(и)                                     |
| ----------------------------- | ------------------------------------------------------------------------- | ------------------------------------------------------- |
| 1929/30. (3. додела)          | На западу ништа ново                                                      | Universal (Карл Лемли Млађи, продуцент)                 |
| 1929/30. (3. додела)          | Велика кућа                                                               | Cosmopolitan (Ирвинг Талберг, продуцент)                |
| 1929/30. (3. додела)          | Дизраели                                                                  | Warner Bros. (Џек Ворнер и Дарил Ф. Занук, продуценти)  |
| 1929/30. (3. додела)          | Распуштеница                                                              | Metro-Goldwyn-Mayer (Роберт З. Леонард, продуцент)      |
| 1929/30. (3. додела)          | Љубавна парада                                                            | Paramount Famous Lasky (Ернст Лубич, продуцент)         |
| 1930/31. (4. додела)          |                                                                           |                                                         |
| Симарон                       | RKO Radio (Вилијам Лебарон, продуцент)                                    |                                                         |
| Ист Лин                       | Fox                                                                       |                                                         |
| Насловна страна               | The Caddo Company (Хауард Хјуз и Луис Мајлстоун, продуценти)              |                                                         |
| Скипи                         | Paramount Publix (Џеси Л. Ласки, Б. П. Шулберг и Адолф Зукор, продуценти) |                                                         |
| Трејдер Хорн                  | Metro-Goldwyn-Mayer (Ирвинг Талберг, продуцент)                           |                                                         |
| 1931/32. (5. додела)          | Гранд хотел                                                               | Metro-Goldwyn-Mayer (Ирвинг Талберг, продуцент)         |
| 1931/32. (5. додела)          | Ароусмит                                                                  | Samuel Goldwyn Productions (Самјуел Голдвин, продуцент) |
| 1931/32. (5. додела)          | Лоша девојка                                                              | Fox                                                     |
| 1931/32. (5. додела)          | Шампион                                                                   | Metro-Goldwyn-Mayer (Кинг Видор, продуцент)             |
| 1931/32. (5. додела)          | Сензација                                                                 | First National (Хал Б. Волис, продуцент)                |
| 1931/32. (5. додела)          | Један сат с тобом                                                         | Paramount Publix (Ернст Лубич, продуцент)               |
| 1931/32. (5. додела)          | Шангај експрес                                                            | Paramount Publix (Адолф Зукор, продуцент)               |
| 1931/32. (5. додела)          | Насмејани поручник                                                        | Paramount Publix (Ернст Лубич, продуцент)               |
| 1932/33. (6. додела)          |                                                                           |                                                         |
| Кавалкада                     | Fox (Френк Лојд и Винфилд Шихан, продуценти)                              |                                                         |
| 42. улица                     | Warner Bros.                                                              |                                                         |
| Збогом оружје                 | Paramount                                                                 |                                                         |
| Ја сам бегунац из чејн ганга  | Warner Bros.                                                              |                                                         |
| Дама за један дан             | Columbia                                                                  |                                                         |
| Мале жене                     | RKO Radio                                                                 |                                                         |
| Приватни живот Хенрија VIII   | London Films                                                              |                                                         |
| Све му је то она замесила     | Paramount                                                                 |                                                         |
| Непрестано насмешена          | Metro-Goldwyn-Mayer                                                       |                                                         |
| Државни сајам                 | Fox                                                                       |                                                         |
| 1934. (7. додела)             |                                                                           |                                                         |
| Догодило се једне ноћи        | Columbia (Френк Капра и Хари Кон, продуценти)                             |                                                         |
| Баретови из улице Вимпол      | Metro-Goldwyn-Mayer                                                       |                                                         |
| Клеопатра                     | Paramount                                                                 |                                                         |
| Шетња удварања                | First National                                                            |                                                         |
| Весела распуштеница           | RKO Radio                                                                 |                                                         |
| Долази морнарица              | Warner Bros.                                                              |                                                         |
| Кућа Ротшилдових              | 20th Century                                                              |                                                         |
| Имитација живота              | Universal                                                                 |                                                         |
| Једна ноћ љубави              | Columbia                                                                  |                                                         |
| Мршавко                       | Metro-Goldwyn-Mayer                                                       |                                                         |
| Вива Виља!                    | Metro-Goldwyn-Mayer                                                       |                                                         |
| Бела парада                   | Jesse L. Lasky (продукцијска компанија)                                   |                                                         |
| 1935. (8. додела)             |                                                                           |                                                         |
| Побуна на броду Баунти        | Metro-Goldwyn-Mayer (Френк Лојд и Ирвинг Талберг, продуценти)             |                                                         |
| Алис Адамс                    | RKO Radio                                                                 |                                                         |
| Бродвејска мелодија из 1936.  | Metro-Goldwyn-Mayer                                                       |                                                         |
| Крвави капетан                | Cosmopolitan                                                              |                                                         |
| Дејвид Коперфилд              | Metro-Goldwyn-Mayer                                                       |                                                         |
| Потказивач                    | RKO Radio                                                                 |                                                         |
| Живот бенгалског копљаника    | Paramount                                                                 |                                                         |
| Сан летње ноћи                | Warner Bros.                                                              |                                                         |
| Јадници                       | 20th Century                                                              |                                                         |
| Принцеза Маријета             | Metro-Goldwyn-Mayer                                                       |                                                         |
| Раглс из Ред Гапа             | Paramount                                                                 |                                                         |
| Цилиндар                      | RKO Radio                                                                 |                                                         |
| 1936. (9. додела)             |                                                                           |                                                         |
| Велики Зигфилд                | Metro-Goldwyn-Mayer (Хант Стромберг, продуцент)                           |                                                         |
| Ентони Адверс                 | Warner Bros.                                                              |                                                         |
| Додсворт                      | Samuel Goldwyn Productions (Самјуел Голдвин, продуцент)                   |                                                         |
| Оклеветана дама               | Metro-Goldwyn-Mayer                                                       |                                                         |
| Господин Дидс иде у град      | Columbia                                                                  |                                                         |
| Ромео и Јулија                | Metro-Goldwyn-Mayer                                                       |                                                         |
| Сан Франциско                 | Metro-Goldwyn-Mayer                                                       |                                                         |
| Прича о Лују Пастеру          | Cosmopolitan                                                              |                                                         |
| Прича о два града             | Metro-Goldwyn-Mayer                                                       |                                                         |
| Три паметнице                 | Universal                                                                 |                                                         |
| 1937. (10. додела)            |                                                                           |                                                         |
| Живот Емила Золе              | Warner Bros. (Хенри Бланке, продуцент)                                    |                                                         |
| Друга брачна ноћ              | Columbia                                                                  |                                                         |
| Капетан Храброст              | Metro-Goldwyn-Mayer                                                       |                                                         |
| Улица без излаза              | Samuel Goldwyn Productions (Самјуел Голдвин, продуцент)                   |                                                         |
| Добра земља                   | Metro-Goldwyn-Mayer                                                       |                                                         |
| У старом Чикагу               | 20th Century-Fox                                                          |                                                         |
| Изгубљени хоризонт            | Columbia                                                                  |                                                         |
| Сто мушкараца и девојка       | Universal                                                                 |                                                         |
| Сценска врата                 | RKO Radio                                                                 |                                                         |
| Звезда је рођена              | Selznick International Pictures                                           |                                                         |
| 1938. (11. додела)            |                                                                           |                                                         |
| У гроб ништа не носиш         | Columbia (Френк Капра, продуцент)                                         |                                                         |
| Авантуре Робина Худа          | Warner Bros.-First National                                               |                                                         |
| Александров регтајм бенд      | 20th Century-Fox                                                          |                                                         |
| Град дечака                   | Metro-Goldwyn-Mayer                                                       |                                                         |
| Цитадела                      | Metro-Goldwyn-Mayer                                                       |                                                         |
| Четири кћерке                 | Warner Bros.-First National                                               |                                                         |
| Велика илузија                | Réalisation d'art cinématographique                                       |                                                         |
| Џезебел                       | Warner Bros.                                                              |                                                         |
| Пигмалион                     | Metro-Goldwyn-Mayer                                                       |                                                         |
| Пробни пилот                  | Metro-Goldwyn-Mayer                                                       |                                                         |
| 1939. (12. додела)            |                                                                           |                                                         |
| Прохујало са вихором          | Selznick International Pictures (Дејвид О. Селзник, продуцент)            |                                                         |
| Победа над тамом              | Warner Bros.-First National                                               |                                                         |
| Збогом, господине Чипс        | Metro-Goldwyn-Mayer                                                       |                                                         |
| Љубавна афера                 | RKO Radio                                                                 |                                                         |
| Господин Смит иде у Вашингтон | Columbia                                                                  |                                                         |
| Ниночка                       | Metro-Goldwyn-Mayer                                                       |                                                         |
| О мишевима и људима           | Hal Roach (продукцијска компанија)                                        |                                                         |
| Поштанска кочија              | Walter Wanger (продукцијска компанија)                                    |                                                         |
| Чаробњак из Оза               | Metro-Goldwyn-Mayer                                                       |                                                         |
| Оркански висови               | Samuel Goldwyn Productions                                                |                                                         |

### 1940-е
| Година                          | Филм                                                           | Студио/Продуцент(и)                                            |
| ------------------------------- | -------------------------------------------------------------- | -------------------------------------------------------------- |
| 1940. (13. додела)              | Ребека                                                         | Selznick International Pictures (Дејвид О. Селзник, продуцент) |
| 1940. (13. додела)              | И после свега срећа                                            | Warner Bros.                                                   |
| 1940. (13. додела)              | Страни дописник                                                | Walter Wanger (продукцијска компанија)                         |
| 1940. (13. додела)              | Плодови гнева                                                  | 20th Century-Fox                                               |
| 1940. (13. додела)              | Велики диктатор                                                | Charles Chaplin Productions                                    |
| 1940. (13. додела)              | Кити Фојл                                                      | RKO Radio                                                      |
| 1940. (13. додела)              | Писмо                                                          | Warner Bros.                                                   |
| 1940. (13. додела)              | Дуго путовање кући                                             | Argosy-Wanger                                                  |
| 1940. (13. додела)              | Наш град                                                       | Sol Lesser (продукцијска компанија)                            |
| 1940. (13. додела)              | Филаделфијска прича                                            | Metro-Goldwyn-Mayer                                            |
| 1941. (14. додела)              |                                                                |                                                                |
| Како је била зелена моја долина | 20th Century-Fox (Дарил Ф. Занук, продуцент)                   |                                                                |
| Цвеће у прашини                 | Metro-Goldwyn-Mayer                                            |                                                                |
| Грађанин Кејн                   | Mercury                                                        |                                                                |
| Долази господин Џордан          | Columbia                                                       |                                                                |
| Заустави зору                   | Paramount                                                      |                                                                |
| Мале лисице                     | Samuel Goldwyn Productions (Самјуел Голдвин, продуцент)        |                                                                |
| Малтешки соко                   | Warner Bros.                                                   |                                                                |
| Једном ногом у рају             | Warner Bros.                                                   |                                                                |
| Наредник Јорк                   | Warner Bros.                                                   |                                                                |
| Сумња                           | RKO Radio                                                      |                                                                |
| 1942. (15. додела)              |                                                                |                                                                |
| Госпођа Минивер                 | Metro-Goldwyn-Mayer (Сидни Френклин, продуцент)                |                                                                |
| 49. паралела                    | Ortus                                                          |                                                                |
| Кингс Роу                       | Warner Bros.                                                   |                                                                |
| Величанствени Амберсонови       | Mercury                                                        |                                                                |
| Шарени свирач                   | 20th Century-Fox                                               |                                                                |
| Понос Јенкија                   | Samuel Goldwyn Productions (Самјуел Голдвин, продуцент)        |                                                                |
| Робови прошлости                | Metro-Goldwyn-Mayer                                            |                                                                |
| Главна тема у граду             | Columbia                                                       |                                                                |
| Острво Вејк                     | Paramount                                                      |                                                                |
| Јенки Дудл Денди                | Warner Bros.                                                   |                                                                |
| 1943. (16. додела)              |                                                                |                                                                |
| Казабланка                      | Warner Bros. (Хал Б. Волис, продуцент)                         |                                                                |
| За ким звоно звони              | Paramount                                                      |                                                                |
| Небо може чекати                | 20th Century-Fox                                               |                                                                |
| Људска комедија                 | Metro-Goldwyn-Mayer                                            |                                                                |
| Боримо се на мору               | Two Cities Films                                               |                                                                |
| Мадам Кири                      | Metro-Goldwyn-Mayer                                            |                                                                |
| Што више, то боље               | Columbia                                                       |                                                                |
| Омча за вешање                  | 20th Century-Fox                                               |                                                                |
| Бернадетина песма               | 20th Century-Fox                                               |                                                                |
| Стража на Рајни                 | Warner Bros.                                                   |                                                                |
| 1944. (17. додела)              |                                                                |                                                                |
| Идући својим путем              | Paramount (Лео Макери, продуцент)                              |                                                                |
| Двострука обмана                | Paramount                                                      |                                                                |
| Плинска светлост                | Metro-Goldwyn-Mayer                                            |                                                                |
| Откад си отишао                 | Selznick International Pictures (Дејвид О. Селзник, продуцент) |                                                                |
| Вилсон                          | 20th Century-Fox                                               |                                                                |
| 1945. (18. додела)              |                                                                |                                                                |
| Изгубљени викенд                | Paramount (Чарлс Брекет, продуцент)                            |                                                                |
| Дижи сидра!                     | Metro-Goldwyn-Mayer                                            |                                                                |
| Звона Свете Марије              | Rainbow Productions                                            |                                                                |
| Милдред Пирс                    | Warner Bros.                                                   |                                                                |
| Зачаран                         | Selznick International Pictures (Дејвид О. Селзник, продуцент) |                                                                |
| 1946. (19. додела)              |                                                                |                                                                |
| Најбоље године наших живота     | Samuel Goldwyn Productions (Самјуел Голдвин, продуцент)        |                                                                |
| Хенри V                         | Two Cities Films                                               |                                                                |
| Диван живот                     | Liberty Films                                                  |                                                                |
| Оштрица бријача                 | 20th Century-Fox                                               |                                                                |
| Пролеће живота                  | Metro-Goldwyn-Mayer                                            |                                                                |
| 1947. (20. додела)              |                                                                |                                                                |
| Џентлменски споразум            | 20th Century-Fox (Дарил Ф. Занук, продуцент)                   |                                                                |
| Бискупова жена                  | Samuel Goldwyn Productions (Самјуел Голдвин, продуцент)        |                                                                |
| Унакрсна ватра                  | RKO Radio                                                      |                                                                |
| Велика очекивања                | J. Arthur Rank-Cineguild                                       |                                                                |
| Чудо у 34. улици                | 20th Century-Fox                                               |                                                                |
| 1948. (21. додела)              |                                                                |                                                                |
| Хамлет                          | J. Arthur Rank-Two Cities Films (Лоренс Оливије, продуцент)    |                                                                |
| Џони Белинда                    | Warner Bros.                                                   |                                                                |
| Црвене ципелице                 | J. Arthur Rank-Archers                                         |                                                                |
| Змијско легло                   | 20th Century-Fox                                               |                                                                |
| Благо Сијера Мадре              | Warner Bros.                                                   |                                                                |
| 1949. (22. додела)              |                                                                |                                                                |
| Сви краљеви људи                | Columbia (Роберт Росен, продуцент)                             |                                                                |
| Бојно поље                      | Metro-Goldwyn-Mayer                                            |                                                                |
| Наследница                      | Paramount                                                      |                                                                |
| Писмо за три жене               | 20th Century-Fox                                               |                                                                |
| Полетање усред дана             | 20th Century-Fox                                               |                                                                |

### 1950-е
| Година                           | Филм                          | Студио/Продуцент(и)                          |
| -------------------------------- | ----------------------------- | -------------------------------------------- |
| 1950. (23. додела)               | Све о Еви                     | 20th Century-Fox (Дарил Ф. Занук, продуцент) |
| 1950. (23. додела)               | Јуче рођена                   | Columbia                                     |
| 1950. (23. додела)               | Невестин отац                 | Metro-Goldwyn-Mayer                          |
| 1950. (23. додела)               | Рудници краља Соломона        | Metro-Goldwyn-Mayer                          |
| 1950. (23. додела)               | Булевар сумрака               | Paramount                                    |
| 1951. (24. додела)               |                               |                                              |
| Американац у Паризу              | Артур Фрид                    |                                              |
| Одлука пред зору                 | Анатол Литвак и Френк Макарти |                                              |
| Место под сунцем                 | Џорџ Стивенс                  |                                              |
| Кво вадис                        | Сем Зимбалист                 |                                              |
| Трамвај звани жеља               | Чарлс К. Фелдман              |                                              |
| 1952. (25. додела)               |                               |                                              |
| Највећа представа на свету       | Сесил Б. Демил                |                                              |
| Тачно у подне                    | Стенли Крејмер                |                                              |
| Ајванхо                          | Пандро С. Берман              |                                              |
| Мулен Руж                        | Џон и Џејмс Вулф              |                                              |
| Миран човек                      | Џон Форд и Меријан К. Купер   |                                              |
| 1953. (26. додела)               |                               |                                              |
| Одавде до вечности               | Бади Адлер                    |                                              |
| Јулије Цезар                     | Џон Хаусман                   |                                              |
| Одора                            | Френк Рос                     |                                              |
| Празник у Риму                   | Вилијам Вајлер                |                                              |
| Шејн                             | Џорџ Стивенс                  |                                              |
| 1954. (27. додела)               |                               |                                              |
| На доковима Њујорка              | 'Сем Спигел                   |                                              |
| Побуна на Кејну                  | Стенли Крејмер                |                                              |
| Провинцијалка                    | Вилијам Перлберг              |                                              |
| Седам невеста за седморицу браће | Џек Камингс                   |                                              |
| Три новчића у фонтани            | Сол Сигел                     |                                              |
| 1955. (28. додела)               |                               |                                              |
| Марти                            | Харолд Хехт                   |                                              |
| Љубав је сјајна ствар            | Бади Адлер                    |                                              |
| Господин Робертс                 | Лиланд Хејворд                |                                              |
| Пикник                           | Фред Колмар                   |                                              |
| Тетовирана ружа                  | Хал Б. Волис                  |                                              |
| 1956. (29. додела)               |                               |                                              |
| Пут око света за 80 дана         | Мајкл Тод                     |                                              |
| Пријатељско уверавање            | Вилијам Вајлер                |                                              |
| Див                              | Џорџ Стивенс и Хенри Гинсберг |                                              |
| Краљ и ја                        | Чарлс Брекет                  |                                              |
| Десет заповести                  | Сесил Б. Демил                |                                              |
| 1957. (30. додела)               |                               |                                              |
| Мост на реци Квај                | Сем Спигел                    |                                              |
| Дванаест гневних људи            | Хенри Фонда и Реџиналд Роуз   |                                              |
| Градић Пејтон                    | Џери Волд                     |                                              |
| Сајонара                         | Вилијам Гец                   |                                              |
| Сведок оптужбе                   | Артур Хорнблоу Млађи          |                                              |
| 1958. (31. додела)               |                               |                                              |
| Жижи                             | Артур Фрид                    |                                              |
| Тета Мејм                        | Џек Ворнер                    |                                              |
| Мачка на усијаном лименом крову  | Лоренс Вајнгартен             |                                              |
| Бекство у ланцима                | Стенли Крејмер                |                                              |
| Одвојени столови                 | Харолд Хехт                   |                                              |
| 1959. (32. додела)               |                               |                                              |
| Бен-Хур                          | Сем Зимбалист                 |                                              |
| Анатомија једног убиства         | Ото Премингер                 |                                              |
| Дневник Ане Франк                | Џорџ Стивенс                  |                                              |
| Прича о калуђерици               | Хенри Бланке                  |                                              |
| Пут у високо друштво             | Џон и Џејмс Вулф              |                                              |

### 1960-е
| Година                      | Филм                             | Продуцент(и) |
| --------------------------- | -------------------------------- | ------------ |
| 1960. (33. додела)          | Апартман                         | Били Вајлдер |
| 1960. (33. додела)          | Аламо                            | Џон Вејн     |
| 1960. (33. додела)          | Елмер Гантри                     | Бернард Смит |
| 1960. (33. додела)          | Синови и љубавници               | Џери Волд    |
| 1960. (33. додела)          | Луталице                         | Фред Зинеман |
| 1961. (34. додела)          |                                  |              |
| Прича са западне стране     | Роберт Вајз                      |              |
| Фани                        | Џошуа Логан                      |              |
| Топови са Наварона          | Карл Форман                      |              |
| Хазардер                    | Роберт Росен                     |              |
| Нирнбершки процес           | Стенли Крејмер                   |              |
| 1962. (35. додела)          |                                  |              |
| Лоренс од Арабије           | Сем Спигел                       |              |
| Најдужи дан                 | Дарил Ф. Занук                   |              |
| Музичар                     | Мортон Дакоста                   |              |
| Побуна на броду Баунти      | Арон Розенберг                   |              |
| Убити птицу ругалицу        | Алан Џеј Пакула                  |              |
| 1963. (36. додела)          |                                  |              |
| Том Џоунс                   | Тони Ричардсон                   |              |
| Америка Америка             | Елија Казан                      |              |
| Клеопатра                   | Волтер Вангер                    |              |
| Како је освојен Дивљи запад | Бернард Смит                     |              |
| Љиљани у пољу               | Ралф Нелсон                      |              |
| 1964. (37. додела)          |                                  |              |
| Моја лепа госпођице         | Џек Ворнер                       |              |
| Бекет                       | Хал Б. Волис                     |              |
| Доктор Стрејнџлав           | Стенли Кјубрик                   |              |
| Мери Попинс                 | Волт Дизни и Бил Волш            |              |
| Грк Зорба                   | Михаел Какојанис                 |              |
| 1965. (38. додела)          |                                  |              |
| Моје песме, моји снови      | Роберт Вајз                      |              |
| Драга                       | Џозеф Џани                       |              |
| Доктор Живаго               | Карло Понти                      |              |
| Брод лудака                 | Стенли Крејмер                   |              |
| Хиљаду кловнова             | Фред Коу                         |              |
| 1966. (39. додела)          |                                  |              |
| Човек за сва времена        | Фред Зинеман                     |              |
| Алфи                        | Луис Гилберт                     |              |
| Руси долазе, Руси долазе    | Норман Џуисон                    |              |
| Ратни брод Сан Пабло        | Роберт Вајз                      |              |
| Ко се боји Вирџиније Вулф?  | Ернест Леман                     |              |
| 1967. (40. додела)          |                                  |              |
| У врелини ноћи              | Волтер Мириш                     |              |
| Бони и Клајд                | Ворен Бејти                      |              |
| Доктор Дулитл               | Артур П. Џејкобс                 |              |
| Дипломац                    | Лоренс Терман                    |              |
| Погоди ко долази на вечеру  | Стенли Крејмер                   |              |
| 1968. (41. додела)          |                                  |              |
| Оливер!                     | Џон Вулф                         |              |
| Смешна девојка              | Реј Старк                        |              |
| Зима једног лава            | Мартин Пол                       |              |
| Рејчел, Рејчел              | Пол Њуман                        |              |
| Ромео и Јулија              | Ентони Хевлок-Алан и Џон Брабурн |              |
| 1969. (42. додела)          |                                  |              |
| Поноћни каубој              | Џером Хелман                     |              |
| Ана од хиљаду дана          | Хал Б. Волис                     |              |
| Буч Касиди и Санденс Кид    | Џон Форман                       |              |
| Здраво, Доли!               | Ернест Леман                     |              |
| З                           | Жак Перен и Ахмед Рашеди         |              |

### 1970-е
| Година                        | Филм                                                            | Продуцент(и)                  |
| ----------------------------- | --------------------------------------------------------------- | ----------------------------- |
| 1970. (43. додела)            | Патон                                                           | Френк Макарти                 |
| 1970. (43. додела)            | Аеродром                                                        | Рос Хантер                    |
| 1970. (43. додела)            | Пет лаких комада                                                | Боб Рафелсон и Ричард Векслер |
| 1970. (43. додела)            | Љубавна прича                                                   | Хауард Г. Мински              |
| 1970. (43. додела)            | M*A*S*H                                                         | Инго Премингер                |
| 1971. (44. додела)            |                                                                 |                               |
| Француска веза                | Филип Д’Антони                                                  |                               |
| Паклена поморанџа             | Стенли Кјубрик                                                  |                               |
| Виолиниста на крову           | Норман Џуисон                                                   |                               |
| Последња биоскопска представа | Стивен Џ. Фридман                                               |                               |
| Никола и Александра           | Сем Спигел                                                      |                               |
| 1972. (45. додела)            |                                                                 |                               |
| Кум                           | Алберт С. Ради                                                  |                               |
| Кабаре                        | Сај Фјуер                                                       |                               |
| Ослобађање                    | Џон Бурман                                                      |                               |
| Емигранти                     | Бенгт Форслунд                                                  |                               |
| Саундер или пасји живот       | Роберт Б. Радниц                                                |                               |
| 1973. (46. додела)            |                                                                 |                               |
| Жаока                         | Тони Бил, Мајкл Филипс и Џулија Филипс                          |                               |
| Амерички графити              | Франсис Форд Копола и Гари Керц                                 |                               |
| Крици и шапутања              | Ингмар Бергман                                                  |                               |
| Истеривач ђавола              | Вилијам Питер Блати                                             |                               |
| Љубавник великог стила        | Мелвин Френк                                                    |                               |
| 1974. (47. додела)            |                                                                 |                               |
| Кум 2                         | Франсис Форд Копола, Греј Фредериксон и Фред Рус                |                               |
| Кинеска четврт                | Роберт Еванс                                                    |                               |
| Прислушкивање                 | Франсис Форд Копола                                             |                               |
| Лени                          | Марвин Ворт                                                     |                               |
| Паклени торањ                 | Ирвин Ален                                                      |                               |
| 1975. (48. додела)            |                                                                 |                               |
| Лет изнад кукавичјег гнезда   | Мајкл Даглас и Сол Зенц                                         |                               |
| Бери Линдон                   | Стенли Кјубрик                                                  |                               |
| Пасје поподне                 | Мартин Брегман и Мартин Елфанд                                  |                               |
| Ајкула                        | Ричард Д. Занук и Дејвид Браун                                  |                               |
| Нешвил                        | Роберт Алтман                                                   |                               |
| 1976. (49. додела)            |                                                                 |                               |
| Роки                          | Ирвин Винклер и Роберт Чартоф                                   |                               |
| Сви председникови људи        | Волтер Кобленз                                                  |                               |
| Пут ка слави                  | Роберт Ф. Блумоф и Харолд Левентал                              |                               |
| ТВ мрежа                      | Хауард Готфрид                                                  |                               |
| Таксиста                      | Мајкл Филипс и Џулија Филипс                                    |                               |
| 1977. (50. додела)            |                                                                 |                               |
| Ени Хол                       | Чарлс Х. Џофи                                                   |                               |
| Девојка за збогом             | Реј Старк                                                       |                               |
| Џулија                        | Ричард Рот                                                      |                               |
| Ратови звезда                 | Гари Керц                                                       |                               |
| Животна прекретница           | Херберт Рос и Артур Лорентс                                     |                               |
| 1978. (51. додела)            |                                                                 |                               |
| Ловац на јелене               | Бери Спајкингс, Мајкл Дили, Мајкл Чимино и Џон Певерал          |                               |
| Повратак кући                 | Jerome Hellman                                                  |                               |
| Небо може чекати              | Ворен Бејти                                                     |                               |
| Поноћни експрес               | Алан Маршал и Дејвид Патнам                                     |                               |
| Слободна жена                 | Пол Мазурски и Ентони Реј                                       |                               |
| 1979. (52. додела)            |                                                                 |                               |
| Крамер против Крамера         | Стенли Р. Џафи                                                  |                               |
| Сав тај џез                   | Роберт Алан Артур                                               |                               |
| Апокалипса данас              | Франсис Форд Копола, Фред Рос, Греј Фредериксон и Том Стернберг |                               |
| Четири мангупа                | Питер Јејтс                                                     |                               |
| Норма Реј                     | Тамара Асејев и Алекс Роуз                                      |                               |

### 1980-е
| Година                     | Филм                                                        | Продуцент(и)                  |
| -------------------------- | ----------------------------------------------------------- | ----------------------------- |
| 1980. (53. додела)         | Обични људи                                                 | Роналд Л. Швари               |
| 1980. (53. додела)         | Рударева кћи                                                | Бернард Шварц                 |
| 1980. (53. додела)         | Човек-слон                                                  | Џонатан Сангер                |
| 1980. (53. додела)         | Разјарени бик                                               | Ирвин Винклер и Роберт Чартоф |
| 1980. (53. додела)         | Теса — чиста жена                                           | Клод Бери и Тимоти Берил      |
| 1981. (54. додела)         |                                                             |                               |
| Ватрене кочије             | Дејвид Патнам                                               |                               |
| Атлантик Сити              | Денис Еро                                                   |                               |
| На Златном језеру          | Брус Гилберт                                                |                               |
| Отимачи изгубљеног ковчега | Френк Маршал                                                |                               |
| Црвени                     | Ворен Бејти                                                 |                               |
| 1982. (55. додела)         |                                                             |                               |
| Ганди                      | Ричард Атенборо                                             |                               |
| Е. Т. ванземаљац           | Стивен Спилберг и Кетлин Кенеди                             |                               |
| Нестали                    | Едвард Луис и Милдред Луис                                  |                               |
| Тутси                      | Сидни Полак и Дик Ричардс                                   |                               |
| Пресуда                    | Ричард Д. Занук и Дејвид Браун                              |                               |
| 1983. (56. додела)         |                                                             |                               |
| Време нежности             | Џејмс Л. Брукс                                              |                               |
| Велика језа                | Мајкл Шамберг                                               |                               |
| Гардеробер                 | Питер Јејтс                                                 |                               |
| Пут у космос               | Ирвин Винклер и Роберт Чартоф                               |                               |
| Нежно милосрђе             | Филип С. Хобел                                              |                               |
| 1984. (57. додела)         |                                                             |                               |
| Амадеус                    | Сол Зенц                                                    |                               |
| Поља смрти                 | Дејвид Патнам                                               |                               |
| Пут у Индију               | Џон Брабурн и Ричард Б. Гудвин                              |                               |
| Места у срцу               | Арлин Донован                                               |                               |
| Војникова прича            | Норман Џуисон, Роналд Л. Швари и Патрик Палмер              |                               |
| 1985. (58. додела)         |                                                             |                               |
| Моја Африка                | Сидни Полак                                                 |                               |
| Боја пурпура               | Стивен Спилберг, Кетлин Кенеди, Френк Маршал и Квинси Џоунс |                               |
| Пољубац жене-паука         | Дејвид Вајсман                                              |                               |
| Част Прицијевих            | Џон Форман                                                  |                               |
| Сведок                     | Едвард С. Фелдман                                           |                               |
| 1986. (59. додела)         |                                                             |                               |
| Вод                        | Арнолд Копелсон                                             |                               |
| Деца мањег бога            | Берт Шугарман и Патрик Џ. Палмер                            |                               |
| Хана и њене сестре         | Роберт Гринхат                                              |                               |
| Мисија                     | Фернандо Гија и Дејвид Патнам                               |                               |
| Соба са погледом           | Исмаил Мерчант                                              |                               |
| 1987. (60. додела)         |                                                             |                               |
| Последњи кинески цар       | Џереми Томас                                                |                               |
| Телевизијске вести         | Џејмс Л. Брукс                                              |                               |
| Фатална привлачност        | Стенли Р. Џафи и Шери Лансинг                               |                               |
| Нада и слава               | Џон Бурман                                                  |                               |
| Опчињена месецом           | Патрик Џ. Палмер и Норман Џуисон                            |                               |
| 1988. (61. додела)         |                                                             |                               |
| Кишни човек                | Марк Џонсон                                                 |                               |
| Случајни туриста           | Лоренс Касдан, Чарлс Окун и Мајкл Грило                     |                               |
| Опасне везе                | Норма Хејман и Хенк Мунџин                                  |                               |
| Мисисипи у пламену         | Фредерик Золо и Роберт Ф. Колсбери                          |                               |
| Запослена девојка          | Даглас Вик                                                  |                               |
| 1989. (62. додела)         |                                                             |                               |
| Возећи госпођицу Дејзи     | Ричард Д. Занук и Лили Фини Занук                           |                               |
| Рођен 4. јула              | А. Китман Хо и Оливер Стоун                                 |                               |
| Друштво мртвих песника     | Стивен Хафт, Пол Јунгер Вит и Тони Томас                    |                               |
| Поље снова                 | Лоренс Гордон и Чарлс Гордон                                |                               |
| Моје лево стопало          | Ноел Пирсон                                                 |                               |

### 1990-е
| Година                     | Филм                                                                    | Продуцент(и)                 |
| -------------------------- | ----------------------------------------------------------------------- | ---------------------------- |
| 1990. (63. додела)         | Плес са вуковима                                                        | Џим Вилсон и Кевин Костнер   |
| 1990. (63. додела)         | Буђења                                                                  | Волтер Паркс и Лоренс Ласкер |
| 1990. (63. додела)         | Дух                                                                     | Лиса Вајнстин                |
| 1990. (63. додела)         | Кум 3                                                                   | Франсис Форд Копола          |
| 1990. (63. додела)         | Добри момци                                                             | Ирвин Винклер                |
| 1991. (64. додела)         |                                                                         |                              |
| Кад јагањци утихну         | Едвард Саксон, Кенет Ат и Рон Бозман                                    |                              |
| Лепотица и Звер            | Дон Хан                                                                 |                              |
| Багзи                      | Марк Џонсон, Бери Левинсон и Ворен Бејти                                |                              |
| ЏФК                        | А. Китман Хо и Оливер Стоун                                             |                              |
| Принц плиме                | Барбра Страјсенд и Ендру С. Карш                                        |                              |
| 1992. (65. додела)         |                                                                         |                              |
| Неопростиво                | Клинт Иствуд                                                            |                              |
| Игра плакања               | Стивен Вули                                                             |                              |
| Неколико добрих људи       | Дејвид Браун, Роб Рајнер и Ендру Шајнман                                |                              |
| Хауардс енд                | Исмаил Мерчант                                                          |                              |
| Мирис жене                 | Мартин Брест                                                            |                              |
| 1993. (66. додела)         |                                                                         |                              |
| Шиндлерова листа           | Стивен Спилберг, Џералд Р. Молен и Бранко Лустиг                        |                              |
| Бегунац                    | Арнолд Копелсон                                                         |                              |
| У име оца                  | Џим Шеридан                                                             |                              |
| Клавир                     | Џен Чапман                                                              |                              |
| Остаци дана                | Мајк Николс, Џон Кали и Исмаил Мерчант                                  |                              |
| 1994. (67. додела)         |                                                                         |                              |
| Форест Гамп                | Венди Финерман, Стив Тиш и Стив Старки                                  |                              |
| Четири венчања и сахрана   | Данкан Кенворти                                                         |                              |
| Петпарачке приче           | Лоренс Бендер                                                           |                              |
| Квиз                       | Мајкл Џејкобс, Џулијан Крејнин, Мајкл Нозик и Роберт Редфорд            |                              |
| Бекство из Шошенка         | Ники Марвин                                                             |                              |
| 1995. (68. додела)         |                                                                         |                              |
| Храбро срце                | Мел Гибсон, Алан Лад Млађи и Брус Дејви                                 |                              |
| Аполо 13                   | Брајан Грејзер                                                          |                              |
| Бејб                       | Бил Милер, Џорџ Милер и Даг Мичел                                       |                              |
| Поштар                     | Марио Чеки Гори, Виторио Чеки Гори и Гаетано Данијеле                   |                              |
| Разум и осећајност         | Линдси Доран                                                            |                              |
| 1996. (69. додела)         |                                                                         |                              |
| Енглески пацијент          | Сол Зенц                                                                |                              |
| Фарго                      | Итан Коен                                                               |                              |
| Џери Магвајер              | Џејмс Л. Брукс, Лоуренс Марк, Ричард Сакај и Камерон Кроу               |                              |
| Тајне и лажи               | Сајмон Ченинг-Вилијамс                                                  |                              |
| Сјај                       | Џејн Скот                                                               |                              |
| 1997. (70. додела)         |                                                                         |                              |
| Титаник                    | Џејмс Камерон и Џон Ландау                                              |                              |
| Добро да боље не може бити | Џејмс Л. Брукс, Бриџет Џонсон и Кристи Зија                             |                              |
| До голе коже               | Уберто Пазолини                                                         |                              |
| Добри Вил Хантинг          | Лоренс Бендер                                                           |                              |
| Поверљиво из Л. А.         | Кертис Хансон, Арнон Милчан и Мајкл Нејтансон                           |                              |
| 1998. (71. додела)         |                                                                         |                              |
| Заљубљени Шекспир          | Дејвид Парфит, Дона Џиглиоти, Харви Вајнстин, Едвард Звик и Марк Норман |                              |
| Елизабета                  | Алисон Овен, Ерик Фелнер и Тим Беван                                    |                              |
| Живот је леп               | Елда Фери и Ђанлуиђи Браски                                             |                              |
| Спасавање редова Рајана    | Стивен Силберг, Ијан Брајс, Марк Гордон и Гари Левинсон                 |                              |
| Танка црвена линија        | Роберт Мајкл Гајслер, Џон Робердо и Грант Хил                           |                              |
| 1999. (72. додела)         |                                                                         |                              |
| Америчка лепота            | Брус Коен и Ден Џинкс                                                   |                              |
| Живот нема правила         | Ричард Н. Гладстајн                                                     |                              |
| Зелена миља                | Френк Дарабонт и Дејвид Валдес                                          |                              |
| Пробуђена савест           | Питер Јан Бруге и Мајкл Ман                                             |                              |
| Шесто чуло                 | Френк Маршал, Кетлин Кенеди и Бери Мендел                               |                              |

### 2000-е
| Година                                     | Филм                                                       | Продуцент(и)                                 |
| ------------------------------------------ | ---------------------------------------------------------- | -------------------------------------------- |
| 2000. (73. додела)                         | Гладијатор                                                 | Даглас Вик, Дејвид Франзони и Бранко Лустиг  |
| 2000. (73. додела)                         | Чоколада                                                   | Дејвид Браун, Кит Голден и Лесли Холеран     |
| 2000. (73. додела)                         | Притајени тигар, скривени змај                             | Вилијам Конг, Шу Ли-конг и Анг Ли            |
| 2000. (73. додела)                         | Ерин Брокович                                              | Дени Девито, Мајкл Шамберг и Стејси Шер      |
| 2000. (73. додела)                         | Путеви дроге                                               | Едвард Звик, Маршал Херсковиц и Лора Бикфорд |
| 2001. (74. додела)                         |                                                            |                                              |
| Блистави ум                                | Брајан Грејзер и Рон Хауард                                |                                              |
| Госфорд парк                               | Роберт Алтман, Боб Балабан и Дејвид Леви                   |                                              |
| У спаваћој соби                            | Грејам Лидер, Рос Кац и Тод Филд                           |                                              |
| Господар прстенова: Дружина прстена        | Питер Џексон, Френ Волш и Бари М. Озборн                   |                                              |
| Мулен руж!                                 | Мартин Браун, Баз Лурман и Фред Барон                      |                                              |
| 2002. (75. додела)                         |                                                            |                                              |
| Чикаго                                     | Мартин Ричардс                                             |                                              |
| Банде Њујорка                              | Алберто Грималди и Харви Вајнстин                          |                                              |
| Сати                                       | Скот Рудин и Роберт Фокс                                   |                                              |
| Господар прстенова: Две куле               | Бари М. Озборн, Френ Волш и Питер Џексон                   |                                              |
| Пијаниста                                  | Роман Полански, Роберт Бенмуса и Ален Сард                 |                                              |
| 2003. (76. додела)                         |                                                            |                                              |
| Господар прстенова: Повратак краља         | Бари М. Озборн, Питер Џексон и Френ Волш                   |                                              |
| Изгубљени у преводу                        | Рос Кац и Софија Копола                                    |                                              |
| Господар и заповедник: Далека страна света | Самјуел Голдвин Млађи, Питер Вир и Данкан Хендерсон        |                                              |
| Мистична река                              | Роберт Лоренц, Џуди Г. Хојт и Клинт Иствуд                 |                                              |
| Сибискит                                   | Кетлин Кенеди, Френк Маршал и Гари Рос                     |                                              |
| 2004. (77. додела)                         |                                                            |                                              |
| Девојка од милион долара                   | Клинт Иствуд, Алберт С. Ради и Том Розенберг               |                                              |
| Авијатичар                                 | Мајкл Ман и Грејам Кинг                                    |                                              |
| У потрази за Недођијом                     | Ричард Н. Гладстајн и Нели Белфлауер                       |                                              |
| Реј                                        | Тејлор Хакфорд, Стјуарт Бенџамин и Хауард Болдвин          |                                              |
| Странпутице                                | Мајкл Лондон                                               |                                              |
| 2005. (78. додела)                         |                                                            |                                              |
| Фатална несрећа                            | Пол Хагис и Кети Шулман                                    |                                              |
| Планина Броукбек                           | Дајана Осана и Џејмс Шамус                                 |                                              |
| Капоти                                     | Керолајн Барон, Вилијам Винс и Мајкл Оховен                |                                              |
| Лаку ноћ и срећно                          | Грант Хеслов                                               |                                              |
| Минхен                                     | Стивен Спилберг, Кетлин Кенеди и Бери Мендел               |                                              |
| 2006. (79. додела)                         |                                                            |                                              |
| Двострука игра                             | Грејам Кинг                                                |                                              |
| Вавилон                                    | Алехандро Гонсалес Ињариту, Стив Голин и Џон Килик         |                                              |
| Писма са Иво Џиме                          | Клинт Иствуд, Стивен Спилберг и Роберт Лоренц              |                                              |
| Мала мис Саншајн                           | Дејвид Т. Френдли, Питер Сараф и Марк Тертлтауб            |                                              |
| Краљица                                    | Енди Харис, Кристин Ленган и Трејси Сивард                 |                                              |
| 2007. (80. додела)                         |                                                            |                                              |
| Нема земље за старце                       | Скот Рудин, Џоел и Итан Коен                               |                                              |
| Покајање                                   | Тим Беван, Ерик Фелнер и Пол Вебстер                       |                                              |
| Џуно                                       | Лијен Халфон, Мејсон Новик и Расел Смит                    |                                              |
| Мајкл Клејтон                              | Џенифер Фокс, Кери Орент и Сидни Полак                     |                                              |
| Биће крви                                  | Пол Томас Андерсон, Данијел Лупи и Џоен Селар              |                                              |
| 2008. (81. додела)                         |                                                            |                                              |
| Милионер са улице                          | Кристијан Колсон                                           |                                              |
| Необични случај Бенџамина Батона           | Кетлин Кенеди, Френк Маршал и Сијан Чафин                  |                                              |
| Фрост/Никсон                               | Рон Хауард, Брајан Грејзер и Ерик Фелнер                   |                                              |
| Милк                                       | Брус Коен и Ден Џинкс                                      |                                              |
| Читач                                      | Ентони Мингела, Сидни Полак, Дона Џиглиоти и Редмонд Морис |                                              |
| 2009. (82. додела)                         |                                                            |                                              |
| Катанац за бол                             | Кетрин Бигелоу, Марк Боул, Никола Шартје и Грег Шапиро     |                                              |
| Аватар                                     | Џејмс Камерон и Џон Ландау                                 |                                              |
| Мртав угао                                 | Гил Нетер, Ендру Косов и Бродерик Џонсон                   |                                              |
| Дистрикт 9                                 | Питер Џексон и Керолин Канингем                            |                                              |
| Образовање                                 | Финола Двајер и Аманда Поузи                               |                                              |
| Проклетници                                | Лоренс Бендер                                              |                                              |
| Драгоцена                                  | Ли Данијелс, Сара Сигел-Магнес и Гари Магнес               |                                              |
| Озбиљан човек                              | Џоел и Итан Коен                                           |                                              |
| До неба                                    | Џонас Ривера                                               |                                              |
| У ваздуху                                  | Данијел Дубијеки, Ајван Рајтман и Џејсон Рајтман           |                                              |

### 2010-е
| Година                                | Филм                                                                           | Продуцент(и)                                                         |
| ------------------------------------- | ------------------------------------------------------------------------------ | -------------------------------------------------------------------- |
| 2010. (83. додела)                    | Краљев говор                                                                   | Ијан Канинг, Емил Шерман и Гарет Анвин                               |
| 2010. (83. додела)                    | Црни лабуд                                                                     | Скот Френклин, Мајк Медавој и Брајан Оливер                          |
| 2010. (83. додела)                    | Боксер                                                                         | Дејвид Хоберман, Тод Либерман и Марк Волберг                         |
| 2010. (83. додела)                    | Почетак                                                                        | Кристофер Нолан и Ема Томас                                          |
| 2010. (83. додела)                    | Клинци су у реду                                                               | Гари Гилберт, Џеф Леви Хинт и Селин Ратреј                           |
| 2010. (83. додела)                    | 127 сати                                                                       | Дени Бојл, Џон Смитсон и Кристијан Колсон                            |
| 2010. (83. додела)                    | Друштвена мрежа                                                                | Дејна Брунети, Сијан Чафин, Мајкл де Лука и Скот Рудин               |
| 2010. (83. додела)                    | Прича о играчкама 3                                                            | Дарла К. Андерсон                                                    |
| 2010. (83. додела)                    | Човек звани храброст                                                           | Скот Рудин, Џоел и Итан Коен                                         |
| 2010. (83. додела)                    | Зима до костију                                                                | Аликс Мадиган и Ен Роселини                                          |
| 2011. (84. додела)                    |                                                                                |                                                                      |
| Уметник                               | Тома Лангман                                                                   |                                                                      |
| Потомци                               | Џим Берк, Александер Пејн и Џим Тејлор                                         |                                                                      |
| Јако гласно и невероватно близу       | Скот Рудин                                                                     |                                                                      |
| Служавке                              | Брансон Грин, Крис Коламбус и Мајкл Барнатан                                   |                                                                      |
| Иго                                   | Грејам Кинг и Мартин Скорсезе                                                  |                                                                      |
| Поноћ у Паризу                        | Лети Аронсон и Стивен Тенебаум                                                 |                                                                      |
| Формула успеха                        | Мајкл де Лука, Рејчел Хоровиц и Бред Пит                                       |                                                                      |
| Дрво живота                           | Сара Грин, Бил Полад, Диди Гарднер и Грант Хил                                 |                                                                      |
| Ратни коњ                             | Стивен Спилберг и Кетлин Кенеди                                                |                                                                      |
| 2012. (85. додела)                    |                                                                                |                                                                      |
| Арго                                  | Грант Хеслов, Бен Афлек и Џорџ Клуни                                           |                                                                      |
| Љубав                                 | Маргарет Менегоз, Штефан Арндт, Фајт Хајдушка и Мајкл Кац                      |                                                                      |
| Звери јужних дивљина                  | Ден Џенви, Џош Пен и Мајкл Готвалд                                             |                                                                      |
| Ђангова освета                        | Стејси Шер, Реџиналд Хадлин и Пилар Савон                                      |                                                                      |
| Пијев живот                           | Гил Нетер, Анг Ли и Дејвид Вомарк                                              |                                                                      |
| Линколн                               | Стивен Спилберг и Кетлин Кенеди                                                |                                                                      |
| Јадници                               | Тим Беван, Ерик Фелнер, Дебра Хејворд и Камерон Макинтош                       |                                                                      |
| У добру и у злу                       | Дона Џиглиоти, Брус Коен и Џонатан Гордон                                      |                                                                      |
| 00:30 — Тајна операција               | Марк Боул, Кетрин Бигелоу и Меган Елисон                                       |                                                                      |
| 2013. (86. додела)                    |                                                                                |                                                                      |
| 12 година ропства                     | Бред Пит, Диди Гарднер, Џереми Клајнер, Стив Маквин и Ентони Катагас           |                                                                      |
| Америчка превара                      | Чарлс Ровен, Ричард Сакл, Меган Елисон и Џонатан Гордон                        |                                                                      |
| Капетан Филипс                        | Скот Рудин, Дејна Брунети и Мајкл де Лука                                      |                                                                      |
| Пословни клуб Далас                   | Роби Бренер и Рејчел Винтер                                                    |                                                                      |
| Гравитација                           | Алфонсо Куарон и Дејвид Хејман                                                 |                                                                      |
| Она                                   | Меган Елисон, Спајк Џоунз и Винсент Ландеј                                     |                                                                      |
| Небраска                              | Алберт Бергер и Рон Јеркса                                                     |                                                                      |
| Филомина                              | Габријела Тана, Стив Куган и Трејси Сивард                                     |                                                                      |
| Вук са Вол стрита                     | Мартин Скорсезе, Леонардо Дикаприо, Џои Макфарланд и Ема Тилинџер Коскоф       |                                                                      |
| 2014. (87. додела)                    |                                                                                |                                                                      |
| Човек Птица                           | Алехандро Гонсалес Ињариту, Џон Лешер и Џејмс В. Скочдопол                     |                                                                      |
| Снајпериста                           | Клинт Иствуд, Ендру Лазар, Роберт Лоренц, Бредли Купер и Питер Морган          |                                                                      |
| Одрастање                             | Ричард Линклејтер и Кетлин Садерланд                                           |                                                                      |
| Хотел Гранд Будапест                  | Вес Андерсон, Скот Рудин, Стивен Рејлс и Џереми Досон                          |                                                                      |
| Игра кодова                           | Нора Гросман, Идо Островски и Теди Шварцман                                    |                                                                      |
| Селма                                 | Кристијан Колсон, Опра Винфри, Диди Гарднер и Џереми Клајнер                   |                                                                      |
| Теорија свега                         | Тим Беван, Ерик Фелнер, Лиса Брус и Ентони Макартен                            |                                                                      |
| Ритам лудила                          | Џејсон Блам, Хелен Естабрук и Дејвид Ланкастер                                 |                                                                      |
| 2015. (88. додела)                    |                                                                                |                                                                      |
| Под лупом                             | Блај Пагон Фауст, Стив Голин, Никол Роклин и Мајкл Шугар                       |                                                                      |
| Опклада века                          | Диди Гарднер, Џереми Клајнер и Бред Пит                                        |                                                                      |
| Мост шпијуна                          | Стивен Спилберг, Марк Плат и Кристи Макоско Кригер                             |                                                                      |
| Бруклин                               | Финола Двајер и Аманда Поузи                                                   |                                                                      |
| Побеснели Макс: Аутопут беса          | Даг Мичел и Џорџ Милер                                                         |                                                                      |
| Марсовац: Спасилачка мисија           | Сајмон Кинберг, Ридли Скот, Мајкл Шејфер и Марк Хафам                          |                                                                      |
| Повратник                             | Арнон Милчан, Стив Голин, Алехандро Гонсалес Ињариту, Мери Парент и Кит Редмон |                                                                      |
| Соба                                  | Ед Гини                                                                        |                                                                      |
| 2016. (89. додела)                    |                                                                                |                                                                      |
| Месечина                              | Адел Романски, Диди Гарднер и Џереми Клајнер                                   |                                                                      |
| Долазак                               | Шон Ливи, Ден Левин, Арон Рајдер и Дејвид Линд                                 |                                                                      |
| Ограде                                | Скот Рудин, Дензел Вошингтон и Тод Блек                                        |                                                                      |
| Гребен спаса                          | Бил Меканик и Дејвид Пермут                                                    |                                                                      |
| По цену живота                        | Карла Хакен и Џули Јорн                                                        |                                                                      |
| Скривене бројке                       | Дона Џиглиоти, Питер Чернин, Џено Топинг, Фарел Вилијамс и Теодор Мелфи        |                                                                      |
| La La Land                            | Фред Берџер, Џордан Хоровиц и Марк Плат                                        |                                                                      |
| Лав                                   | Емил Шерман, Ијан Канинг и Енџи Филдер                                         |                                                                      |
| Манчестер на Мору                     | Мет Дејмон, Кимберли Стјуард, Крис Мур, Лорен Бек and Кевин Џ. Волш            |                                                                      |
| 2017. (90. додела)                    |                                                                                |                                                                      |
| Облик воде                            | Гиљермо дел Торо и Џ. Мајлс Дејл                                               |                                                                      |
| Скривена љубав                        | Питер Спирс, Лука Гвадањино, Емил Жорж и Марко Морабито                        |                                                                      |
| Најмрачнији час                       | Тим Беван, Ерик Фелнер, Лиса Брус, Ентони Макартен и Даглас Урбански           |                                                                      |
| Денкерк                               | Ема Томас и Кристофер Нолан                                                    |                                                                      |
| Бежи!                                 | Шон Макитрик, Џејсон Блам, Едвард Х. Хам Млађи и Џордан Пил                    |                                                                      |
| Бубамара                              | Скот Рудин, Илај Буш и Евелин О’Нил                                            |                                                                      |
| Фантомска нит                         | Џоен Селар, Пол Томас Андерсон, Меган Елисон и Данијел Лупи                    |                                                                      |
| Доушник                               | Ејми Паскал, Стивен Спилберг и Кристи Макоско Кригер                           |                                                                      |
| Три билборда испред Ебинга у Мисурију | Грејам Бродбент, Питер Чернин и Мартин Макдона                                 |                                                                      |
| 2018. (91. додела)                    |                                                                                |                                                                      |
| Зелена књига                          | Џим Берк, Чарлс Б. Веслер, Брајан Кари, Питер Фарели и Ник Валелонга           |                                                                      |
| Црни Пантер                           | Кевин Фајги                                                                    |                                                                      |
| Црни члан КККлана                     | Шон Макитрик, Џејсон Блам, Рејмонд Менсфилд, Џордан Пил и Спајк Ли             |                                                                      |
| Боемска рапсодија                     | Грејам Кинг                                                                    |                                                                      |
| Миљеница                              | Сеси Демпси, Ед Гини, Ли Магидеј и Јоргос Лантимос                             |                                                                      |
| Рома                                  | Габријела Родригез и Алфонсо Куарон                                            |                                                                      |
| Звезда је рођена                      | Бил Гербер, Бредли Купер и Линет Хауел Тејлор                                  |                                                                      |
| Човек из сенке                        | Диди Гарднер, Џереми Клајнер, Адам Макај и Кевин Месик                         |                                                                      |
| 2019. (92. додела)                    | Паразит                                                                        | Квак Син-ае и Бонг Џун-хо                                            |
| 2019. (92. додела)                    | Ле Ман ’66: Славна 24 сата                                                     | Питер Чернин, Џено Топинг и Џејмс Менголд                            |
| 2019. (92. додела)                    | Ирац                                                                           | Мартин Скорсезе, Роберт де Ниро, Џејн Розентал и Ема Тилинџер Коскоф |
| 2019. (92. додела)                    | Зец Џоџо                                                                       | Картју Нил, Тајка Вајтити и Челси Винстенли                          |
| 2019. (92. додела)                    | Џокер                                                                          | Тод Филипс, Бредли Купер и Ема Тилинџер Коскоф                       |
| 2019. (92. додела)                    | Мале жене                                                                      | Ејми Паскал                                                          |
| 2019. (92. додела)                    | Прича о браку                                                                  | Ноа Баумбах и Дејвид Хејман                                          |
| 2019. (92. додела)                    | 1917                                                                           | Сам Мендес, Пипа Харис, Џејн-Ен Тенгрен и Калум Макдугал             |
| 2019. (92. додела)                    | Било једном у Холивуду                                                         | Дејвид Хејман, Шенон Макинтош и Квентин Тарантино                    |

### 2020-е
| Година             | Филм                         | Продуцент(и)                                                                     |
| ------------------ | ---------------------------- | -------------------------------------------------------------------------------- |
| 2020. (93. додела) | Земља номада                 | Франсес Макдорманд, Питер Спирс, Моли Ашер, Ден Џенви и Клои Џао                 |
| 2020. (93. додела) | Отац                         | Дејвид Парфит, Жан-Луј Ливи и Филип Каркасон                                     |
| 2020. (93. додела) | Јуда и црни месија           | Шака Кинг, Чарлс Д. Кинг и Рајан Куглер                                          |
| 2020. (93. додела) | Манк                         | Сијан Чафин, Ерик Рот и Даглас Урбански                                          |
| 2020. (93. додела) | Минари                       | Кристина Оу                                                                      |
| 2020. (93. додела) | Жена која обећава            | Бен Браунинг, Ешли Фокс, Емералд Фенел и Џози Макнамара                          |
| 2020. (93. додела) | Звук метала                  | Берт Хамелинк и Саша Бен Харок                                                   |
| 2020. (93. додела) | Суђење Чикашкој седморици    | Марк Плат и Стјуарт М. Бесер                                                     |
| 2021. (94. додела) | CODA                         | Филип Рузелет, Фабрис Ђанферми, Патрик Вахсбергер                                |
| 2021. (94. додела) | Белфаст                      | Лора Бервик, Кенет Брана, Бека Ковачик и Тамар Томас                             |
| 2021. (94. додела) | Не гледај горе               | Адам Макај и Кевин Месик                                                         |
| 2021. (94. додела) | Повези ме                    | Терухиса Јамамото                                                                |
| 2021. (94. додела) | Дина                         | Мери Парент, Дени Вилнев и Кејл Бојтер                                           |
| 2021. (94. додела) | Краљ Ричард: Предност у игри | Тим Вајт, Тревор Вајт и Вил Смит                                                 |
| 2021. (94. додела) | Пица од сладића              | Сара Марфи, Адам Сомнер и Пол Томас Андерсон                                     |
| 2021. (94. додела) | Алеја ноћних мора            | Гиљермо дел Торо, Џ. Мајлс Дејвис и Бредли Купер                                 |
| 2021. (94. додела) | Моћ пса                      | Џејн Кемпион, Тања Сегатчајн, Емил Шерман, Ијан Канинг и Роџер Фрапијер          |
| 2021. (94. додела) | Прича са западне стране      | Стивен Спилберг и Кристи Макоско Кригер                                          |
| 2022. (95. додела) | Све у исто време             | Ден Кван, Данијел Шејнерт и Џонатан Ванг                                         |
| 2022. (95. додела) | На западу ништа ново         | Малте Грунерт                                                                    |
| 2022. (95. додела) | Аватар: Пут воде             | Џејмс Камерон и Џон Ландау                                                       |
| 2022. (95. додела) | Духови острва                | Грејам Бродбент, Питер Чернин и Мартин Макдона                                   |
| 2022. (95. додела) | Елвис                        | Баз Лурман, Гејл Берман, Кетрин Мартин, Патрик Макормик и Скајлер Вајс           |
| 2022. (95. додела) | Фабелманови                  | Кристи Макоско Кригер, Стивен Спилберг и Тони Кушнер                             |
| 2022. (95. додела) | Тар                          | Тод Филд, Александра Милчан и Скот Ламберт                                       |
| 2022. (95. додела) | Топ ган: Маверик             | Том Круз, Кристофер Маквори, Дејвид Елисон и Џери Брукхајмер                     |
| 2022. (95. додела) | Троугао туге                 | Ерик Хемендорф и Филип Бобер                                                     |
| 2022. (95. додела) | Жене говоре                  | Диди Гарднер, Џереми Клајнер и Франсес Макдорманд                                |
| 2023. (96. додела) | Опенхајмер                   | Ема Томас, Чарлс Ровен и Кристофер Нолан                                         |
| 2023. (96. додела) | Америчка фикција             | Бен Леклер, Никос Карамигиос, Корд Џеферсон и Џермејн Џонсон                     |
| 2023. (96. додела) | Анатомија пада               | Мари-Анж Лучани и Давид Тион                                                     |
| 2023. (96. додела) | Барби                        | Дејвид Хејман, Марго Роби, Том Акерли и Роби Бренер                              |
| 2023. (96. додела) | Бартонова академија          | Марк Џонсон                                                                      |
| 2023. (96. додела) | Убиства под цветним месецом  | Ден Фридкин, Бредли Томас, Мартин Скорсезе и Данијел Лупи                        |
| 2023. (96. додела) | Маестро                      | Бредли Купер, Стивен Спилберг, Фред Бернер, Ејми Дарнинг и Кристи Макоско Кригер |
| 2023. (96. додела) | Прошли животи                | Давид Инохоса, Кристина Вашон и Памела Кофлер                                    |
| 2023. (96. додела) | Јадна створења               | Ед Гини, Ендру Ло, Јоргос Лантимос и Ема Стоун                                   |
| 2023. (96. додела) | Зона интереса                | Џејмс Вилсон                                                                     |
| 2024. (97. додела) | Анора                        | Алекс Коко, Саманта Кван и Шон Бејкер                                            |
| 2024. (97. додела) | Бруталиста                   | Ник Гордон, Брајан Јанг, Ендру Морисон, Ди-Џеј Гугенхајм и Брејди Корбет         |
| 2024. (97. додела) | Боб Дилан: Потпуни незнанац  | Фред Бергер, Џејмс Менголд и Алекс Хајнеман                                      |
| 2024. (97. додела) | Конклава                     | Теса Рос, Џулијет Хауел и Мајкл А. Џекман                                        |
| 2024. (97. додела) | Дина: Други део              | Мери Парент, Кејл Бојтер, Тања Лапоинт и Дени Вилнев                             |
| 2024. (97. додела) | Емилија Перез                | Паскал Кошто и Жак Одијар                                                        |
| 2024. (97. додела) | Још сам ту                   | Марија Карлота Бруно и Родриго Теишеира                                          |
| 2024. (97. додела) | Момци из Никла               | Диди Гарднер, Џереми Клајнер и Џослин Барнс                                      |
| 2024. (97. додела) | Супстанца                    | Корали Фаржа, Тим Беван и Ерик Фелнер                                            |
| 2024. (97. додела) | Злица                        | Марк Плат                                                                        |